# 13038 Woolston
13038 Woolston este un asteroid din centura principală de asteroizi.

## Descriere
13038 Woolston este un asteroid din centura principală de asteroizi. A fost descoperit pe 2 martie 1990 la Observatorul La Silla de Eric Walter Elst. El prezintă o orbită caracterizată de o semiaxă mare de 2,98 ua, o excentricitate de 0,04 și o înclinație de 8,0° în raport cu ecliptica.